# Império do Divino Espírito Santo das Bandeiras
O Império do Divino Espírito das Bandeiras é um Império do Espírito Santo português que se localiza na freguesia das Bandeiras, concelho da Madalena do Pico, ilha do Pico, arquipélago dos Açores.